# Архипов, Василий Павлович
Василий Павлович (Пименович) Архипов (24 декабря 1891, Москва — 1958, Москва) — российский и советский спринтер, чемпион Российской империи и РСФСР, рекордсмен Российской империи, один из лучших спринтеров Европы 1910-х — 1920-х годов. Представлял спортивный клуб МКЛ (Москва).

## Биография
Рано потерял отца, с 14 лет работал чернорабочим.
Вскоре увлекся футболом, выступал за 2-ю футбольную команду Московского кружка любителей спорта.
С 1910 года перешел в легкую атлетику, так как от природы обладал быстрым бегом
Бронзовый призёр чемпионата России 1913 года в беге на 100 и 400 метров. Чемпион России 1914 года в беге на 100, 200 и 400 метров. Чемпион (бег на 400 метров, шведская эстафета) и серебряный призёр (бег на 100 метров) Предолимпиады 1920 года.
На Второй Всероссийской спортивной олимпиаде установил рекорд Российской империи в беге на 100 метров (10,8 с).
В 1913—1914 годах Архипов пять раз обновлял рекорд империи в беге на 200 метров, доведя его с 24,2 с до 22,4 с.
В 1914 году призван в армию, участвовал в боях Первой мировой войны. С 1918 года — в Средней Азии, где налаживает производство хлопка и снабжение им текстильных фабрик.
Вскоре вернулся в Москву, окончил в 1920 году Институт восточных языков.
В 1920 году в Москве состоялась так называемая Предолимпиада, которую принято считать первым чемпионатом советской страны. Выступая на ней, 28-летний Василий Архипов стал победителем на дистанции 400 м, после чего завершил активные выступления.
Работал во Всеобуче инструктором по спорту в Уфе, затем в Москве — преподавателем в Военной школе физподготовки комсостава Красной Армии имени Ленина.
С 1923 по 1954 год работал в Госбанке СССР.
Награждён орденом Трудового Красного Знамени, медалями «За оборону Москвы», «За победу над Японией», «За доблестный труд в Великой Отечественной войне», «800 лет Москвы».
Скончался в августе 1958 года после тяжелой болезни.

## Спортивные результаты
- Чемпионат России по лёгкой атлетике 1913 года:
  - Бег на 100 метров —  (11,8 с);
  - Бег на 400 метров —  (55,0 с);
- Чемпионат России по лёгкой атлетике 1914 года:
  - Бег на 100 метров —  (11,0 с);
  - Бег на 200 метров —  (23,6 с);
  - Бег на 400 метров —  (51,4 с);
- Предолимпиада (1920 год):
  - Бег на 100 метров —  (11,9 с);
  - Бег на 400 метров —  (54,4 с);
  - Шведская эстафета (800+400+200+100 м) —  (3.42,4 с)